# Жим лежачи
Жим лежачи або вивага лежачи (англ. bench press) — це базова силова вправа з вільною вагою.
Спортсмен лягає на спеціальну лавку, опускає гриф до самих грудей і піднімає до повного випрямлення в ліктьовому суглобі.
Використовується в бодибілдингу як вправа для розвитку великих і малих грудних м'язів, трицепсів і переднього пучка дельтоподібного м'яза. Є однією з основних дисциплін у пауерліфтингу (разом з присіданнями та тягою), але там використовується відмінна від бодибілдингу техніка: для жиму максимально великої ваги напружуються тріцепси, передні пучки дельтоподібних м'язів і найширші м'язи спини; роль грудних м'язів значно знижена.

## Варіанти виконання
У бодибілдингу варіювання техніки жиму лежачи дозволяє акцентувати навантаження на різні м'язи. При виконанні жиму лежачи штанги вузьким хватом велике навантаження припадає на тріцепси. Гриф можна опускати на верхню частину грудей, середню і нижню, що дозволяє запобігти «застою» у зростанні м'язів.
Варіантами жиму лежачи також є: жим в тренажері Сміта, жим штанги зворотнім хватом, жим-гільйотина (винахід Вінса Жиронди) жим штанги головою догори та головою до низу, жим штанги з полу, а також жим гантелів лежачи. Всі ці справи виконуються з широкою постановою рук та слугують для набору м'язової маси грудей. Але жим лежачи також можна виконувати вузьким хватом, тоді навантаження з грудей зміститься головним чином на трицепс.
- Жим штанги в тренажері Сміта є ізольованим різновидом базової вправи. Завдяки цьому навантаженні на м'язи-асистенти зменшується на грудні м'язи зростає
- Жим штанги зворотнім хватом допомагає у розвитку верху грудних м'язів і при цьому зменшує навантаження на ротаторну манжету плеча
- Жим-гільйотина — забута вправа для грудей, яка переважно навантажує верхній відділ м'язів грудей і поліпшує їх форму
- Жим догори головою та головою до низу виконується для розвитку верха або низа грудей
- Жим широким хватом. Така варіація вправи виконується з більш широкою, ніж звичайно (на 10-15 см) постановою рук на грифі. При цьому, навантаження на трицепси знижується, а на грудні м'язи, особливо на її зовнішні сегменти, навпаки, підвищується. Траєкторія переміщення снаряда по час жиму широким хватом зменшується. Це дозволяє підвищити вагу у вправі на 5-7 %. Тому такий жим часто використовують в пауерліфтингу.
- Жим штанги з полу виконується з обмеженою траєкторією руху та слугує головним чином для розвитку силових показників м'язів, які відносяться до так званої «жимової» групи: зубчатих м'язів грудей, трицепса та передніх дельтоподібних м'язів

- Жим гантелей дозволяє охоплювати більший спектр прокачування м'язів, так як штангу можна опустити лише до грудей. З гантелями можна виконувати вправи різних амплітуд.

При виконані жиму з великою вагою необхідно страхувати партнера, а при виконанні жиму з критично великою вагою необхідне страхування двох-трьох партнерів. Альтернативою цьому стане виконання жиму зі штангою у силовій рамі з виставленими обмежувачами.

## Техніка виконання
Техніка виконання жиму на лаві під час тренувань:
- Встановлюється лава з нахилом в 0 або 30 градусів.
- Встановлюється гриф на стійки або на обмежувачі силової рами з необхідною вагою.
- Атлет лягає на лаву так, щоб гриф розташовувався прямо над очима.
- Ноги широко розставляються і упираються всією ступнею в підлогу (для забезпечення більшої стійкості).
- Спина прогинається на природну величину або притискається до лави і фіксується.
- Гриф штанги потрібно брати самостійно або за допомогою партнера закритим хватом, ширина якого забезпечує перпендикулярність передпліч до підлоги в опущеному положенні (широким хватом) або забезпечує розміщення зап'ястей над плечовими суглобами при зведених ліктях (вузький хват).
- Для горизонтального жиму гриф опускається трохи нижче сосків, для похилого — між ними і ключицею (положення забезпечують перпендикулярність передпліч до підлоги).
- Після виконання жиму штанга повертається в попереднє положення і фіксується спеціальними фіксаторами.

## Рекорди
- Абсолютний світовий рекорд в багатошаровому екіпіруванні належить спортсмену Скотту Мендельсону (Scott Mendelson). Вага — 505.65 кг. Рекорд світу у ваговій категорії понад 120 кг належить Фредріку Смултеру (400 кг).
- Абсолютний світовий рекорд з жиму лежачи без екіпірування — 354,7 кг, належить американському атлету Джуліусу Медоксу.
- Абсолютні світові рекорди з жиму лежачи серед інвалідів належить Сіаманду Рахману, Іран. У віці 23 років (170 кг), він встановив паралімпійський рекорд з жиму лежачи в 280 кг на Паралімпійських іграх у Лондоні, на Asian Para Games 2010 року в Гуанчжоу (Китай) встановив світовий рекорд з жиму лежачи з результатом 290 кг. На тренуваннях працює з вагою 315 кг, в інтерв'ю обіцяє стати першою людиною, яка подолала бар'єр 350 і 400 кг.